# Томас Гертин
Томас Гертин (англ. Thomas Girtin; 18 лютого, 1775 — 9 листопада, 1802) — британський художник-аквареліст кінця 18 століття.

## Життєпис
Народився у місті Лондон. По батькові був французом. Батько був французьким протестантом (гугенотом) і емігрував з Франції до Англії.
У молоді роки юнак навчався у Томаса Молтона та у Вільяма Тернера. З останнім вони підробляли розфарбуванням гравюр на продаж. Томас був дитиною, коли помер батько. Мати вдруге вийшла заміж за містера Вонома, що був художником-малювальником. Юнак став помічником у пана Едварда Дайєса, котрий був акварелістом і топографом. У майстерні Дайєса він і опанував топографічно-точний малюнок і звичку працювати на натурі. Між Дайєсом та Томасом не склалися добрі стосунки і пізніше Дайєс згадував про Гетрина як про упертого і малослухняного. Навчання тривало сім років. З 1794 року Гертин почав виставляти власні малюнки і акварелі в Королівській художній академії, де отримав схвальні відгуки.

## Подорожі по Британії
Збільшенню художніх вражень сприяли його подорожі по Британії. Відомо, що він відвідав північ країни, відвідав Уельс та захід. Близько 1899 року у нього з'явились перші впливові покровителі, серед них колекціонер творів мистецтва Джодж Бомонт та леді Сатерленд.

## Шлюб
1800 року Томас Гертин узяв шлюб із 16-річною Енн Беррет, донькою ювеліра. Статки наречених дозволили влаштувати власну домівку неподалік Гайд-парку. Сусідом молодят був художник Пол Сендбі (1731—1809). Відомо, що стан його здоров'я помітно погіршився на початку 19 століття.

## Перебування в Парижі
На зламі 1801—1802 років він наважився відвідати Париж, де працював близько п'яти місяців. Зі столиці Франції він привіз чимало малюнків і акварелей, котрі перевели у гравюри з назвою «Дванадцять краєвидів Парижа». До літа 1802 року він також встиг створити панораму Лондона довжиною близько 32 метрів. Експонування панорами принесло йому визнання.

## Несподівана смерть
Був знайдений у власній майстерні мертвим. Помер несподівано з нез'ясованих обставин.

## Обрані малюнки Гертина

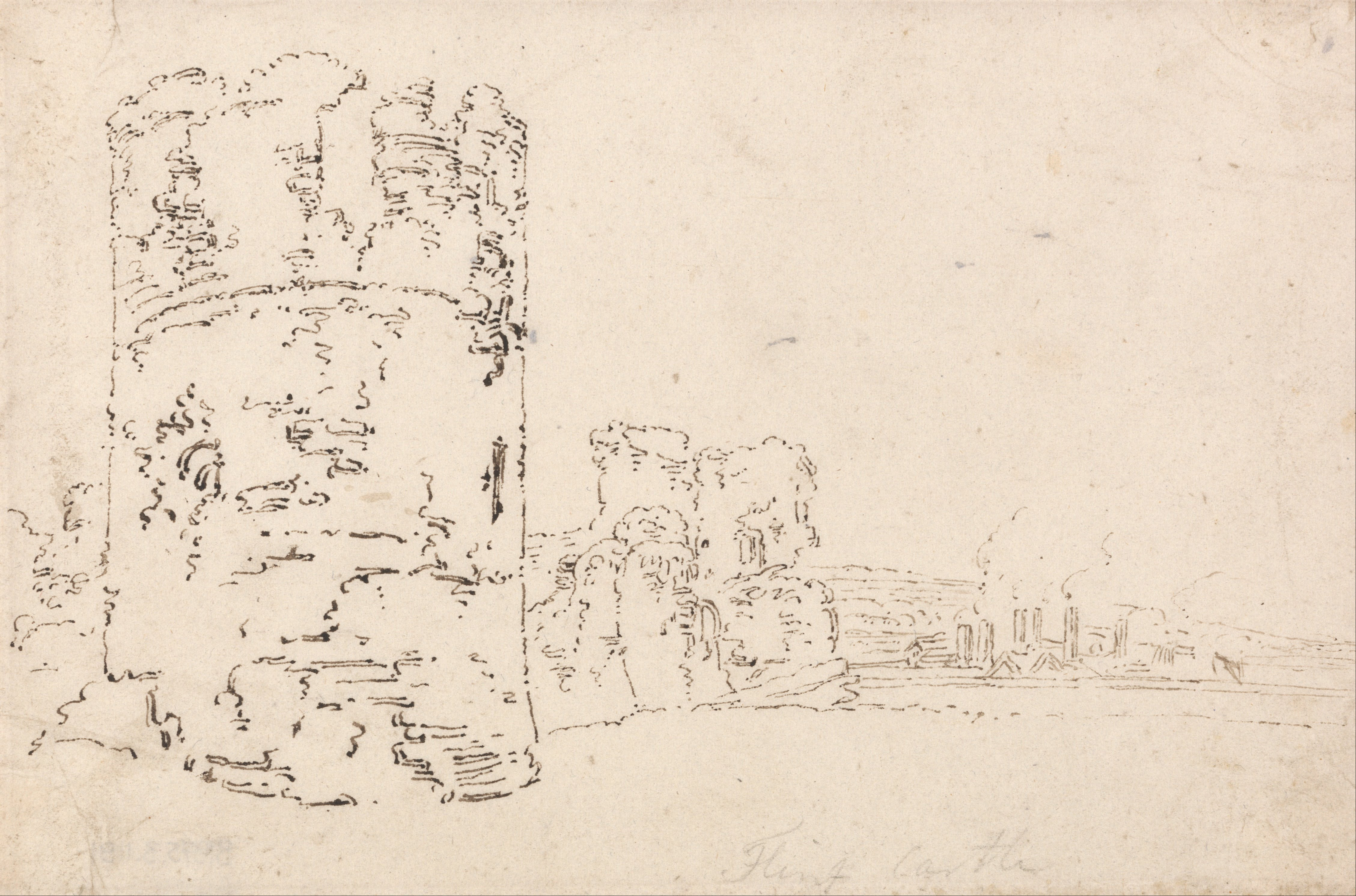
Томас Гертин. «Руїни замку Флінт», 1798 р.
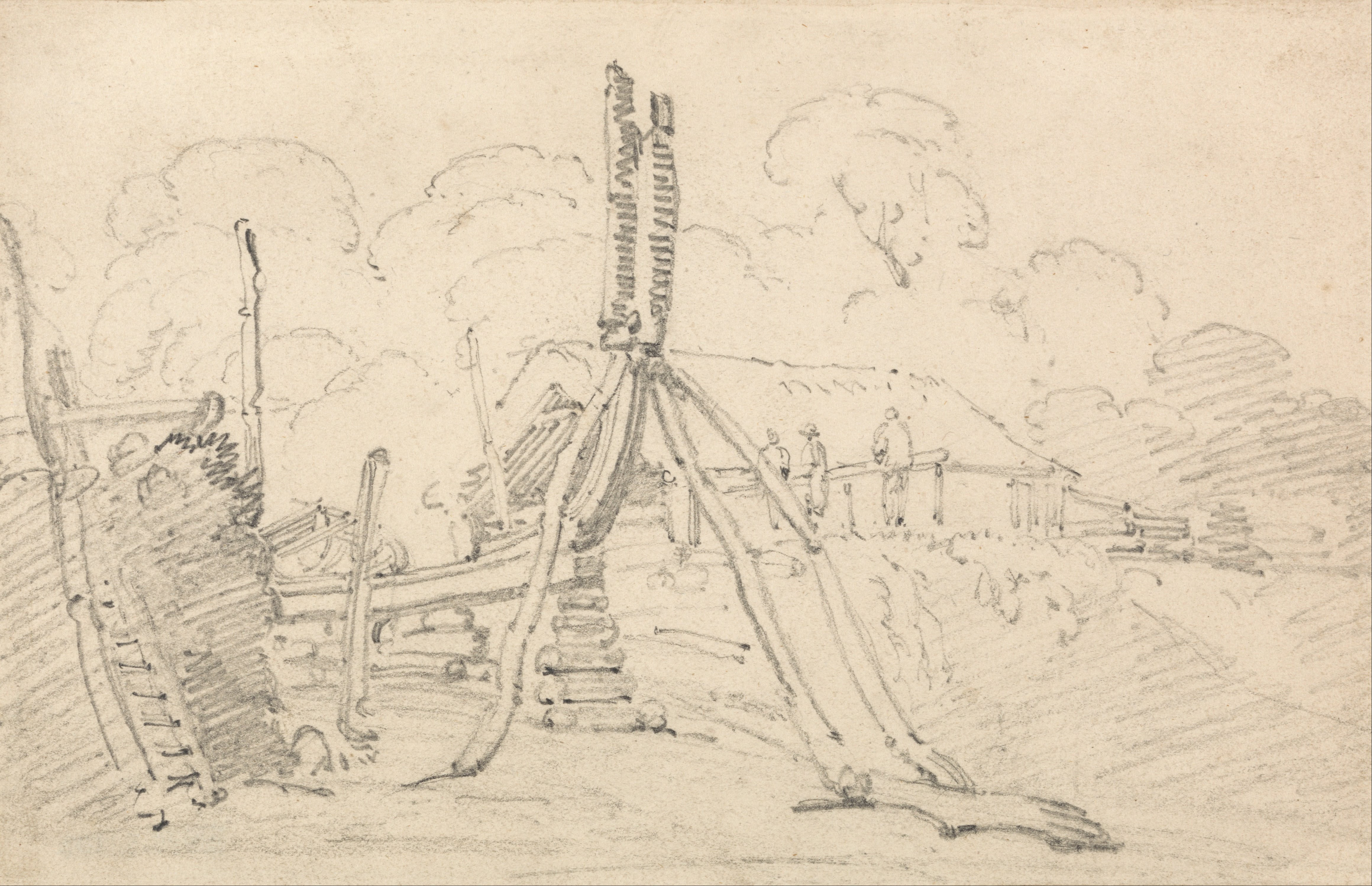
Томас Гертин. «Побудова човна», бл. 1799 р.
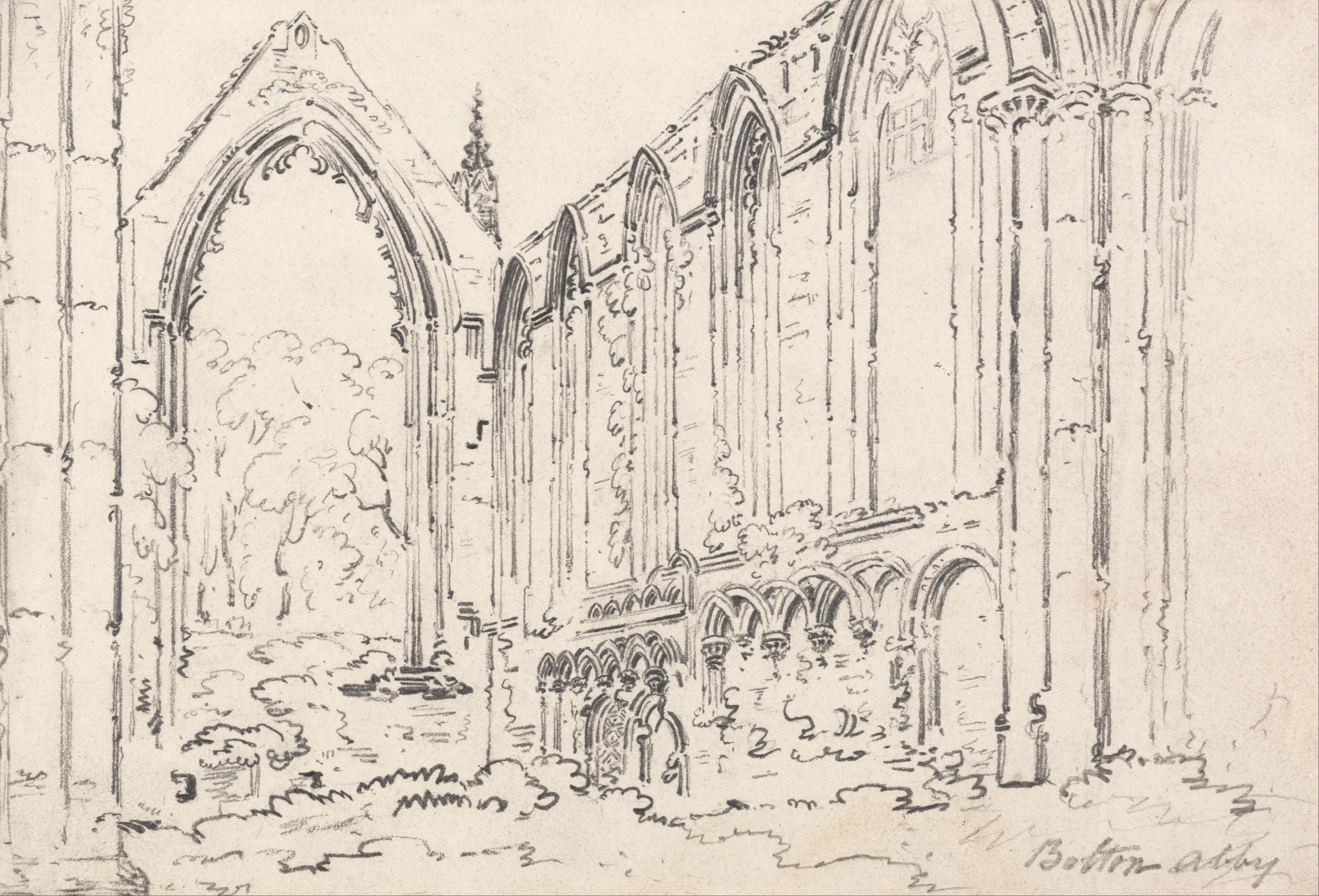
Томас Гертин. «Абатство Болтон, руїни монастирської церкви», бл. 1801 р.
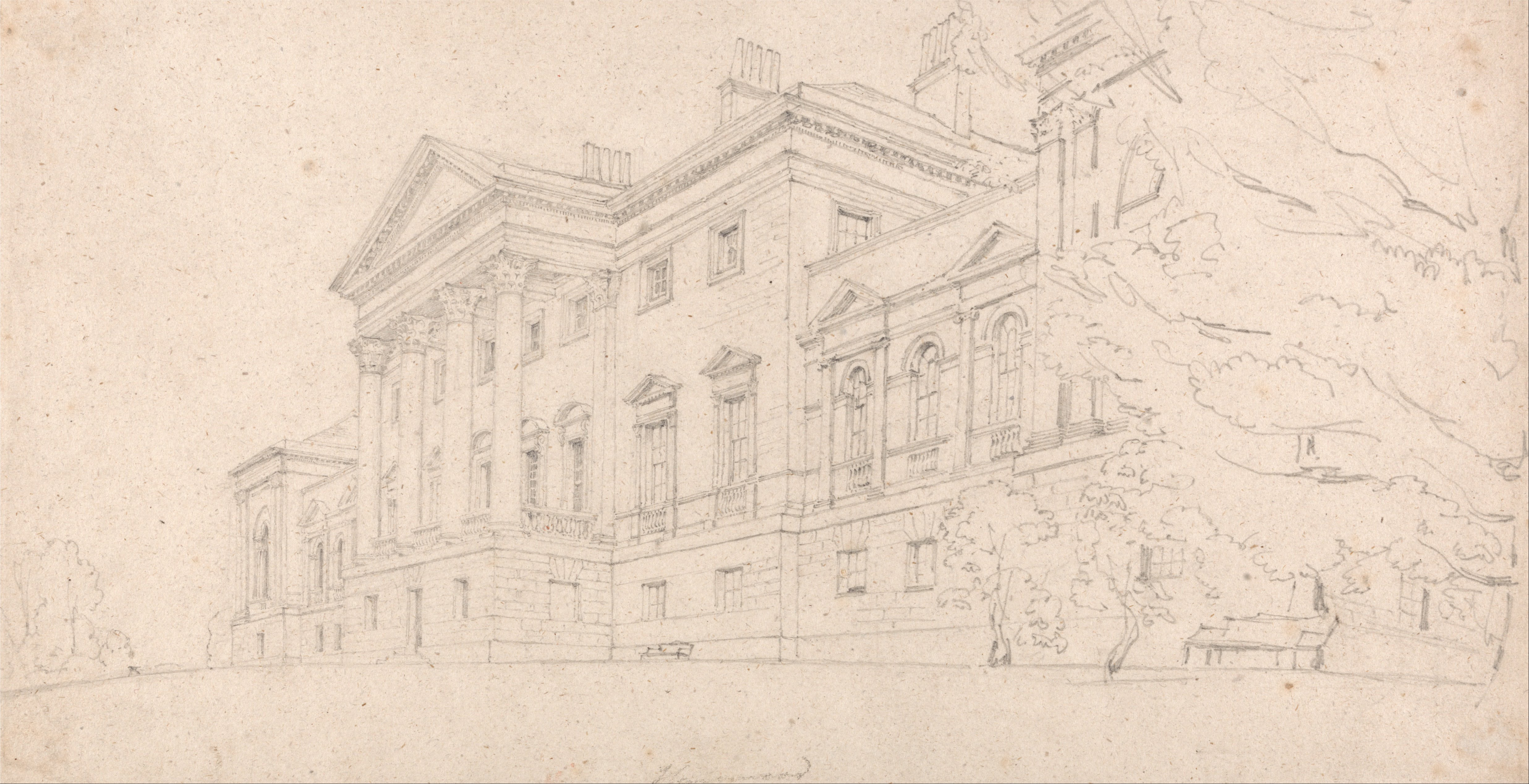
Томас Гертин. «Харвуд Хаус, Йоркшир», 1798 р.

## Акварелі й картини Томаса Гертина

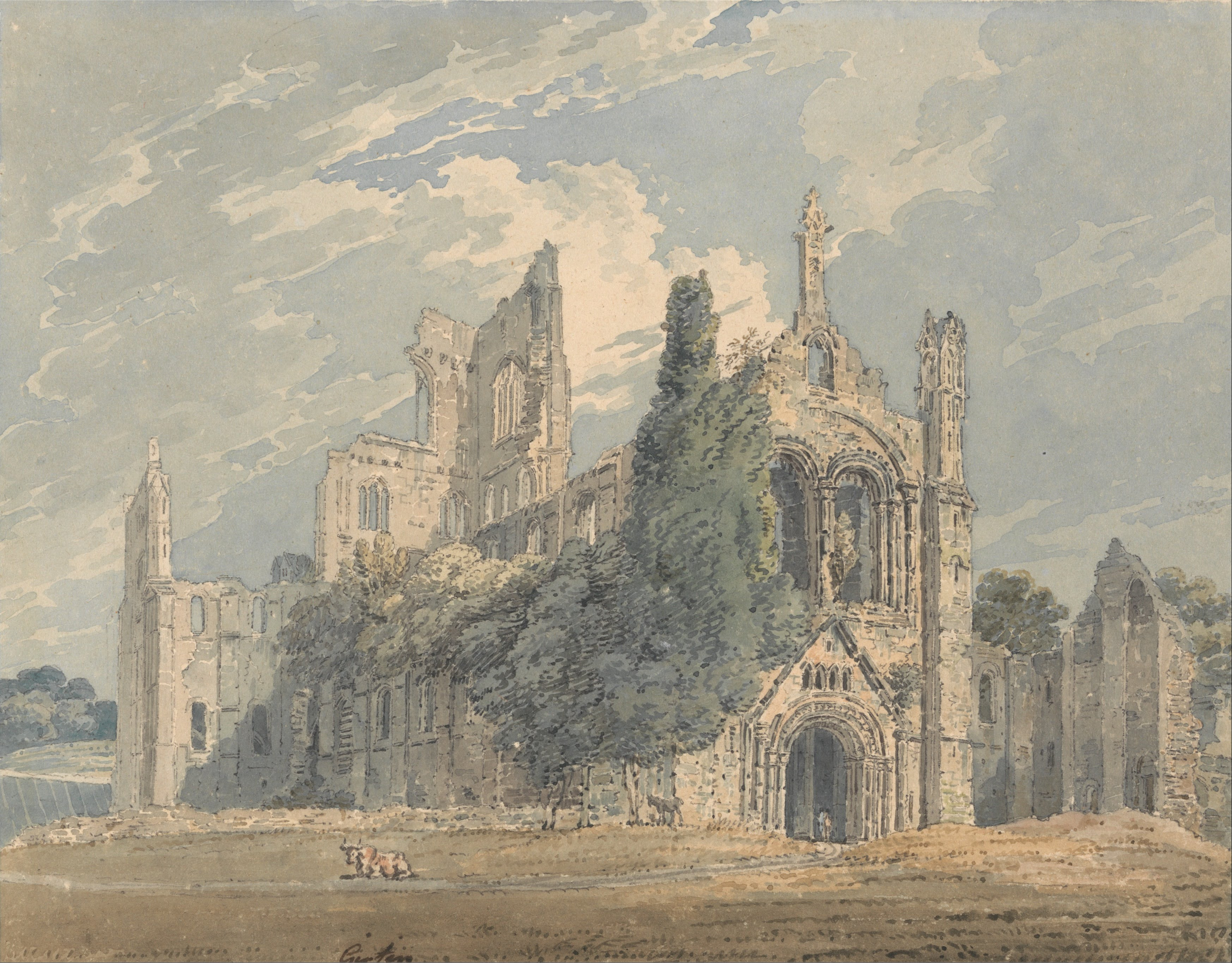
Томас Гертин. «Абатство Кіркстолл», бл. 1792 р.
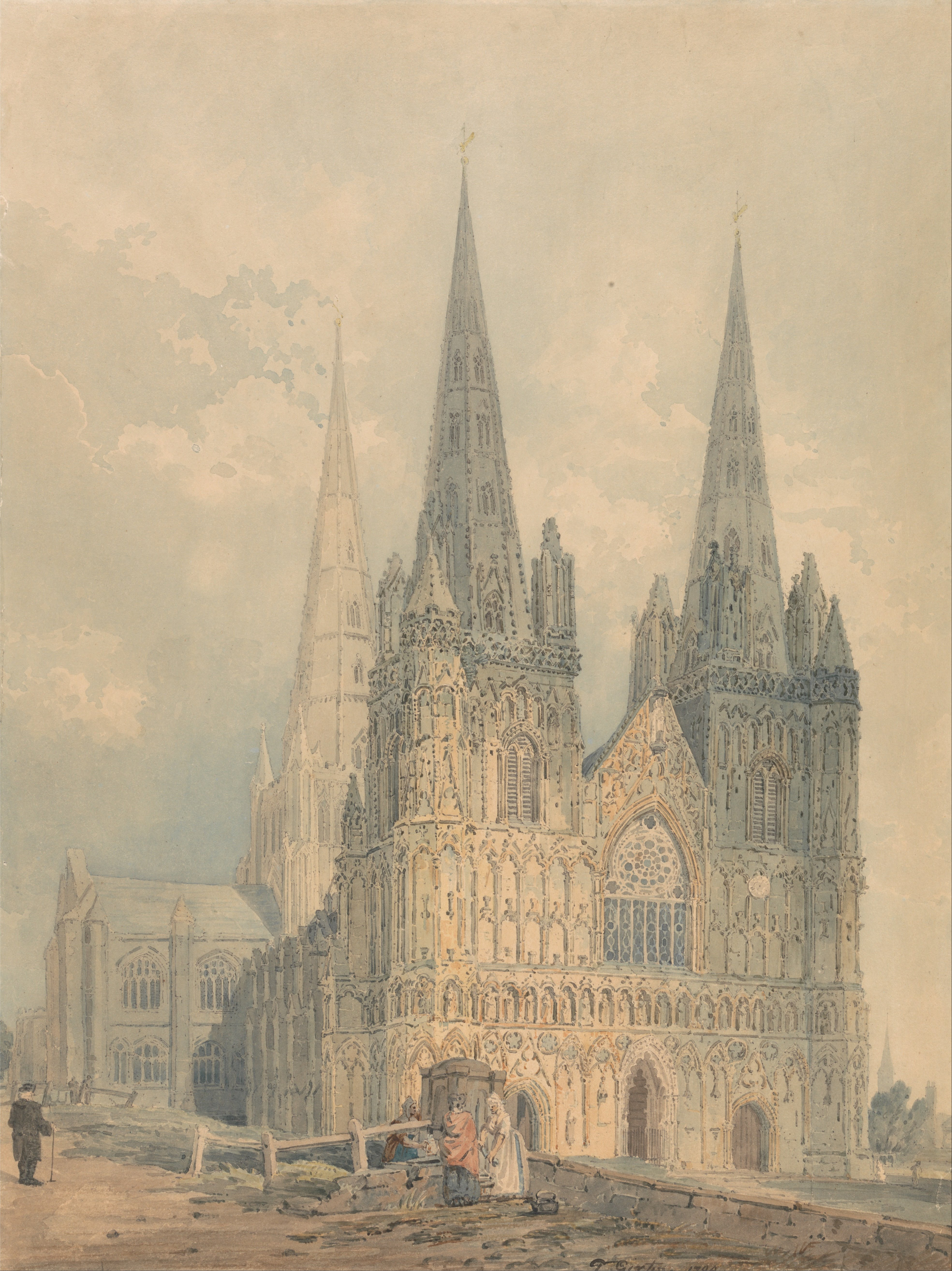
Томас Гертин. «Лічфілд, катедральний собор», 1794 р.
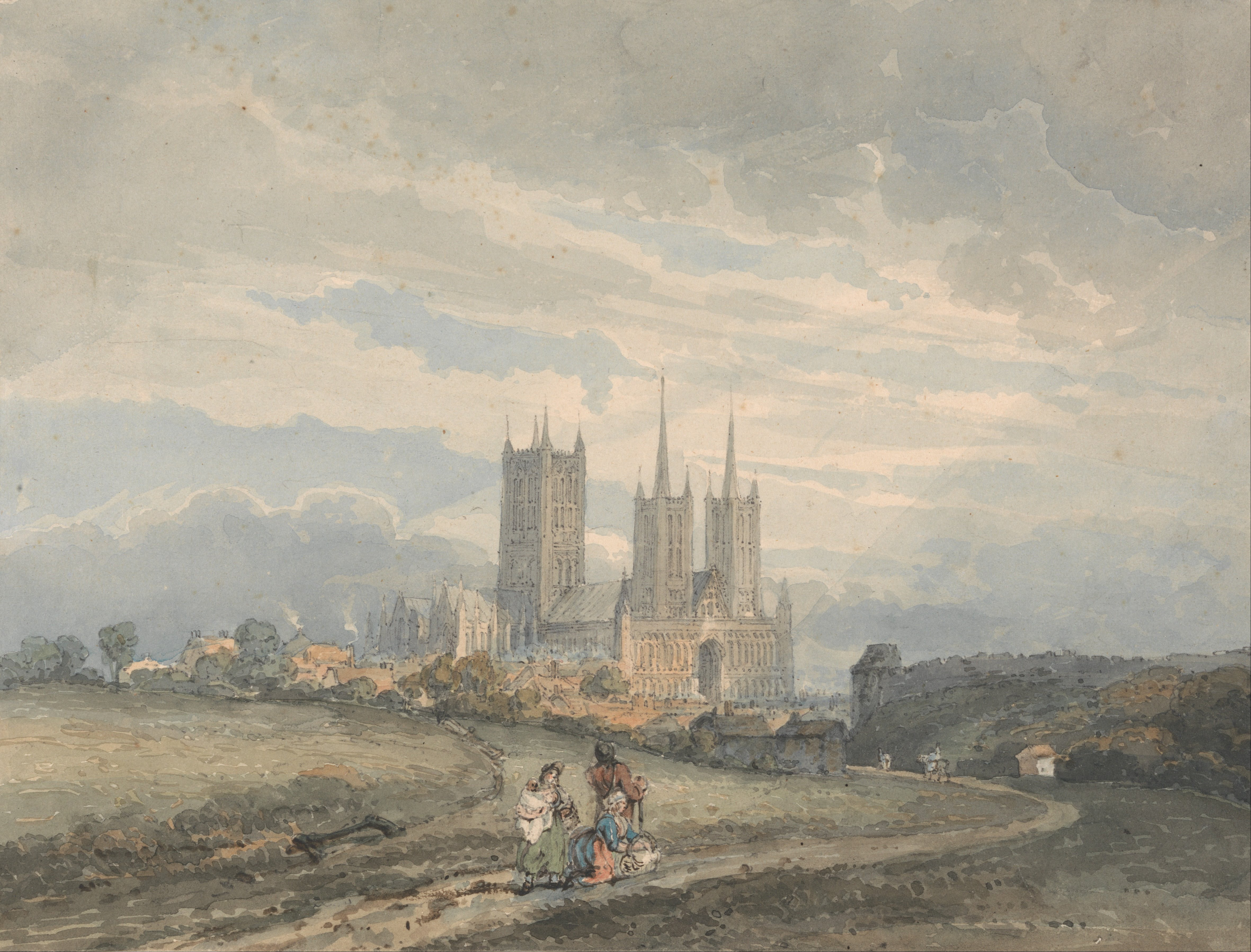
Томас Гертин. «Собор у Лінкольні», бл. 1795 р.
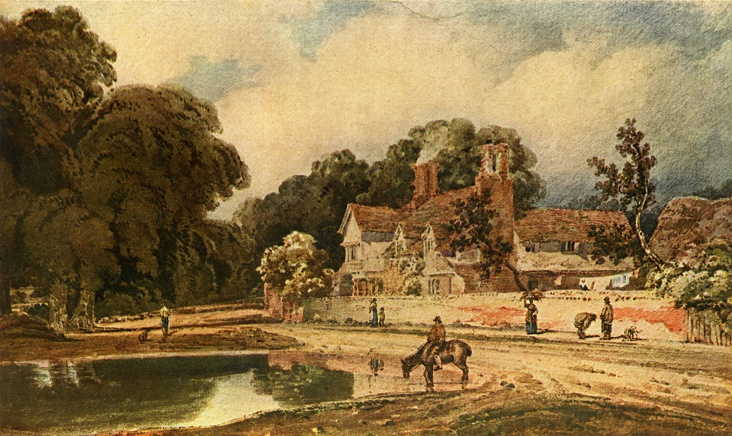
Томас Гертин. «Пейзаж з вершником»